# Wenigzell
Wenigzell là một đô thị thuộc huyện Hartberg thuộc bang Steiermark, nước Áo. Đô thị Wenigzell có diện tích 35,49 km², dân số thời điểm năm 2005 là 1505 người.